# Hellfire Corner

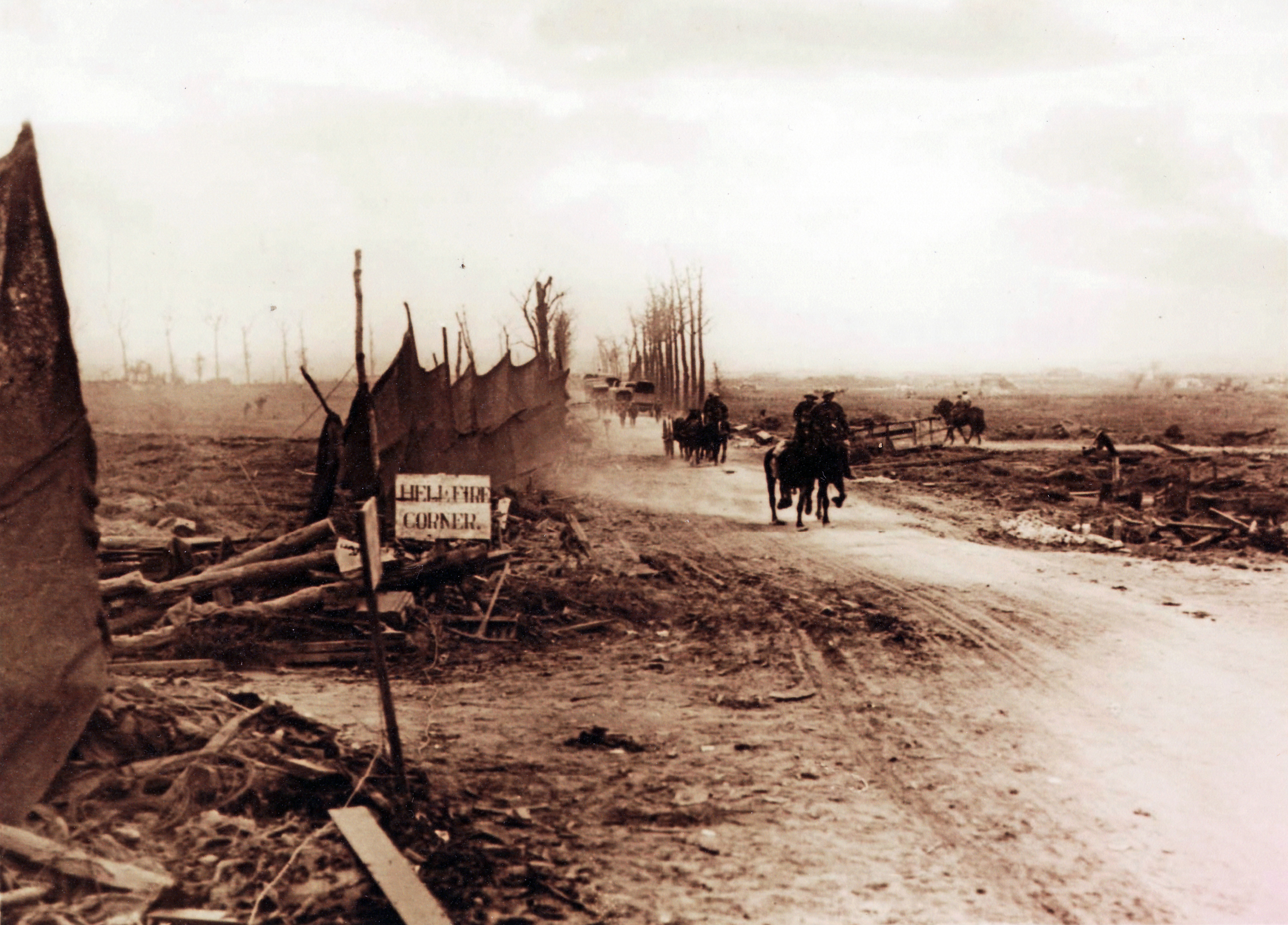
Hellfire Corner (1917)

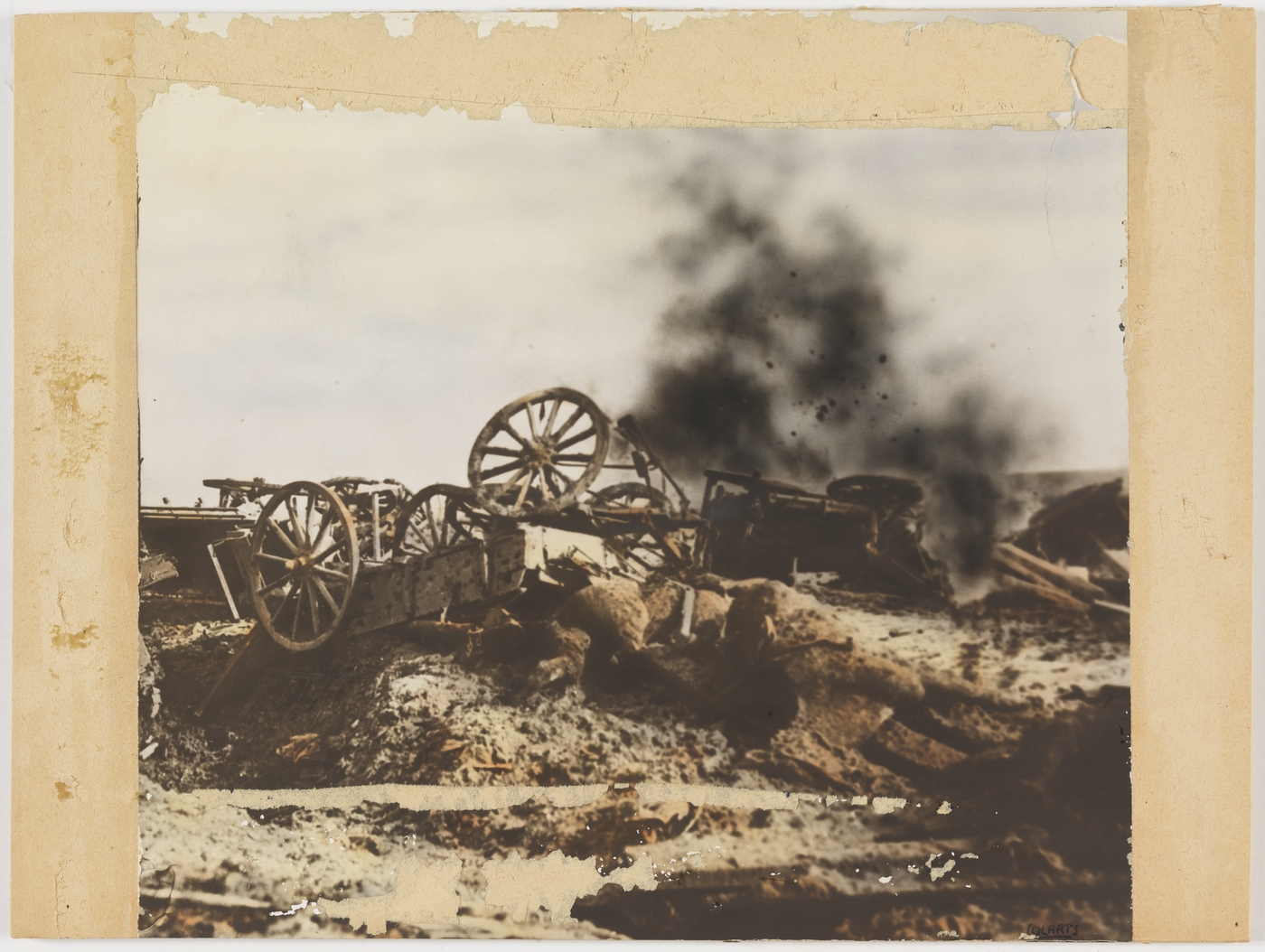
Hellfire Corner w czasie bitwy pod Passchendaele (1917)

Hellfire Corner – skrzyżowanie koło belgijskiego miasta Ypres, które było „najniebezpieczniejszym zakrętem na ziemi” w czasie I wojny światowej. 

## Opis
Główne zaopatrzenie dla armii brytyjskiej w tym sektorze przechodziło drogą z Ypres do Menin – słynną Menin Road. Część trasy była miejscem, w którym droga Sint-Jan – Zillebeke i linia kolejowa Ypres – Roeselare (linia 64), przecinały Hellfire Corner. Pozycje armii niemieckiej górowały nad tym miejscem, a ich działa były w nie wstrzelone, więc poruszanie się przez to skrzyżowanie było bardzo ryzykowne, co czyniło je najniebezpieczniejszym miejscem w tym sektorze.
Hellfire Corner był w nocy zatłoczony wojskowymi pojazdami, bronią, jucznymi zwierzętami i żołnierzami. Zdarzało się że niemieckie pociski artyleryjskie trafiały bezpośrednio w kilka alianckich ciężarówek, co powodowało ich natychmiastowe zniszczenie. Często można było zobaczyć zwłoki koni, mułów i żołnierzy leżące tam, gdzie trafił je pocisk. Okolica Hellfire Corner była usiana wrakami wszelkiego rodzaju środków transportu.